# Saj Karim

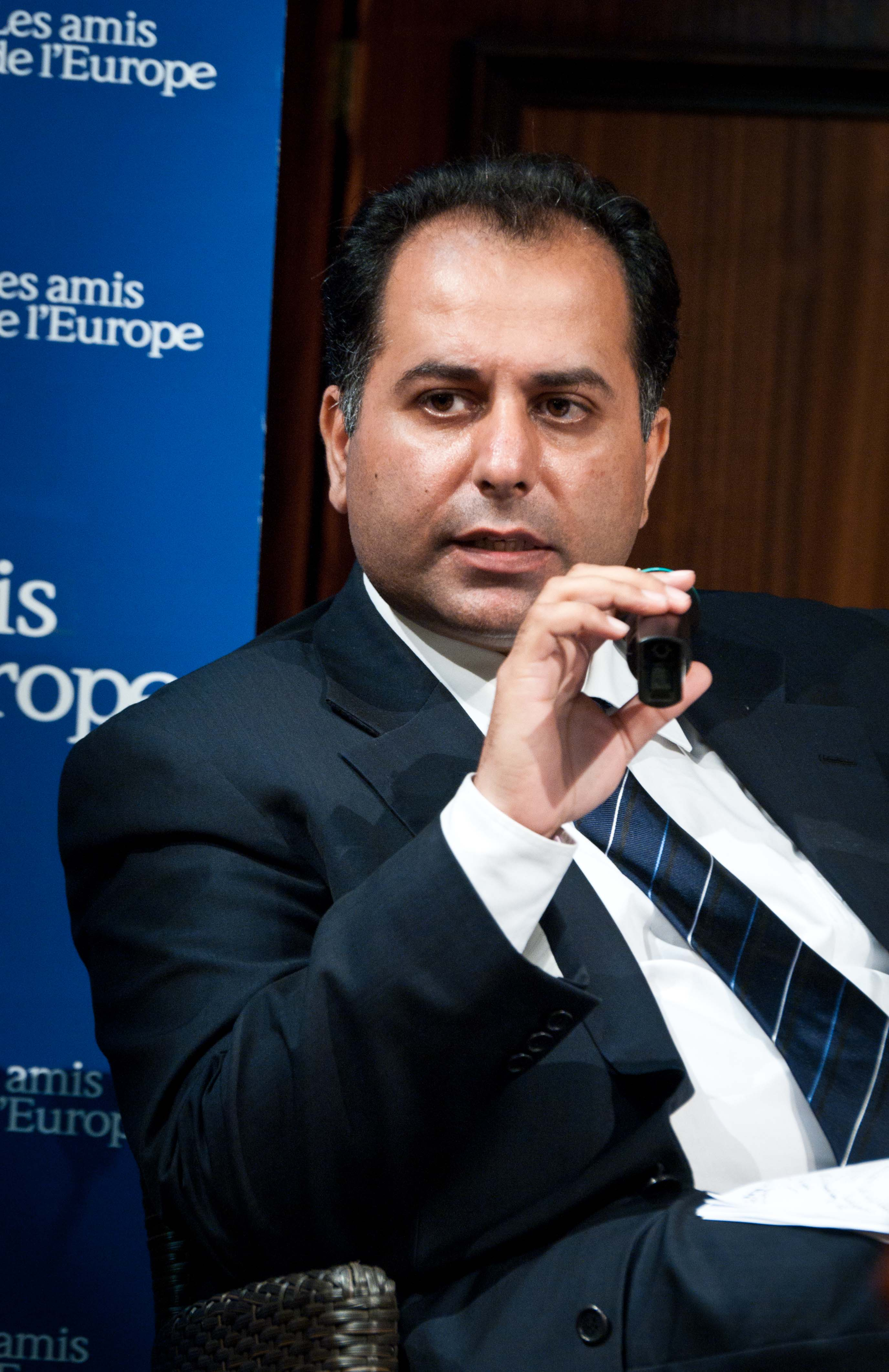
Sajjad Karim (2011)

Sajjad Karim (n. 11 iulie 1970) este un om politic britanic, membru al Parlamentului European în perioada 2004-2009 din partea Regatului Unit.